# Perchlorate de lithium
Le perchlorate de lithium est un composé chimique de formule brute LiClO4. Ce sel blanchâtre présente une forte solubilité avec plusieurs solutions. On le trouve tant sous forme anhydre que trihydrate.

## Applications

### Chimie minérale
On emploie le perchlorate de lithium comme source d’oxygène : en effet, ce sel se décompose vers 400 °C en chlorure de lithium et en oxygène (ce dernier gaz représentant 60 % de sa masse). Après le diperchlorate de béryllium (qui est onéreux et hautement toxique), le perchlorate de lithium a, de tous les perchlorates, la plus forte teneur pondérale et volumique en oxygène.

### Chimie organique
Le perchlorate de lithium est fortement soluble dans les solutions organiques, y compris l’éther. Une fois en solution, il intervient par exemple dans la réaction de Diels-Alder, où un acide Li+ se combine à des bases de Lewis sur le diénophile, et accélère ainsi la réaction.
Le perchlorate de lithium est également un co-catalyseur de la combinaison d'alcènes α,β avec des aldéhydes, dite réaction de Baylis-Hillman.

### Batteries
Le perchlorate de lithium sert également d’électrolyte dans les batteries lithium-ion. On le préfère notamment à l’hexafluorophosphate de potassium et au tétrafluoroborate de lithium pour sa plus grande impédance, sa conductivité, son caractère hygroscopique et sa stabilité anodique ; toutefois, ces avantages sont parfois largement éclipsés par le fort caractère  oxydant de cet électrolyte, qui le fait réagir avec le solvant dès qu'il y a un échauffement important ou que le courant est élevé.

### Biochimie
En solution concentrée (4,5 mol/l), le perchlorate de lithium est utilisé comme agent chaotropique pour dénaturer les protéines.